# PGC 1383950
LEDA/PGC 1383950 ist eine Galaxie im Sternbild Widder auf der Ekliptik. Sie ist schätzungsweise 708 Millionen Lichtjahre von der Milchstraße entfernt und hat einen Durchmesser von etwa 90.000 Lichtjahren. Vom Sonnensystem aus entfernt sich das Objekt mit einer errechneten Radialgeschwindigkeit von näherungsweise 15.800 Kilometern pro Sekunde.
Im selben Himmelsareal befinden sich unter anderem die Galaxien NGC 1029, PGC 1383737, PGC 1384047, PGC 1384207